# Selma Elloumi Rekik

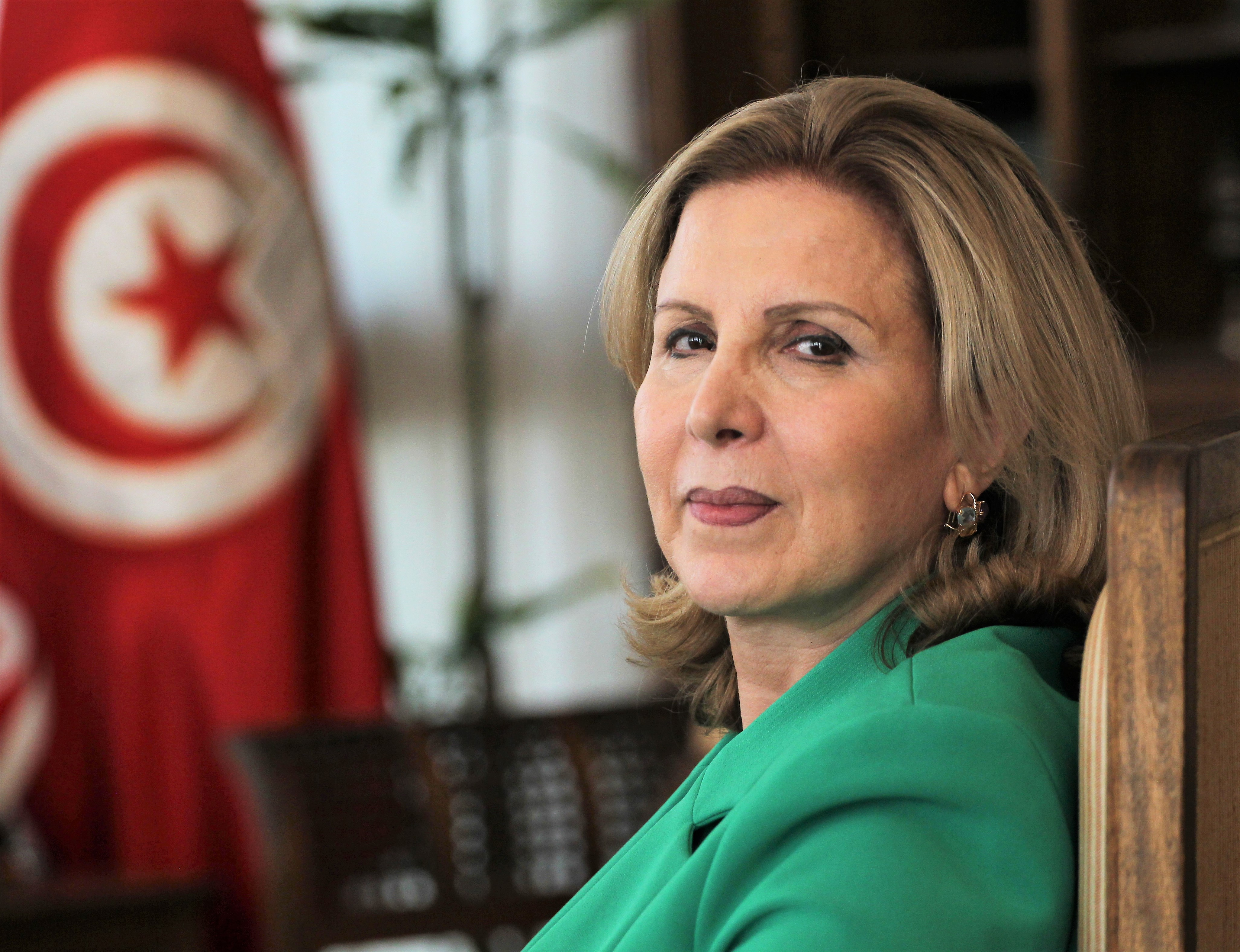
Selma Elloumi Rekik (2018)

Selma Elloumi Rekik (arabisch سلمى اللومي الرقيق, DMG Salmā al-Lūmī ar-Raqīq; geboren am 5. Juni 1956 in Tunis) ist eine tunesische Unternehmerin und Politikerin. Sie war Vorstandsmitglied der 2012 von ihr mitgegründeten säkularen Sammlungsbewegung Nidaa Tounes und war für diese Partei nach der Wahl 2014 Mitglied der Volksrepräsentantenversammlung. Von Februar 2015 bis November 2018 war sie als Teil der tunesischen Regierung Ministerin für Tourismus und Kunsthandwerk, anschließend bis Mai 2019 Direktorin des tunesischen Präsidialkabinetts und anschließend kurzzeitig Vorsitzende von Nidaa Tounes, die sie Ende Juni verließ.

## Familie, Ausbildung und Unternehmerlaufbahn
Elloumi Rekik machte ihren Schulabschluss (vergleichbar dem Abitur) 1975 in Tunis und studierte am Institut für Management der Universität Tunis, wo sie 1979 den Bachelorgrad erhielt. Sie ist verheiratet mit einem Augenarzt und hat drei Kinder.
Elloumi Rekik begann sich im Familienunternehmen zu engagieren, das ihr Vater 1946 mit weniger als 20 Beschäftigten gegründet hatte und das vor allem Elektrokabel für Kraftfahrzeuge herstellt. Das Unternehmen expandierte stark; heute ist die Elloumi-Firmengruppe mit verschiedenen Geschäftszweigen und 8.500 Beschäftigten eines der großen Unternehmen des Landes. Innerhalb der Gruppe baute Selma Elloumi Rekik als Geschäftsführerin ab 1994 den Zweig Stifen auf, der landwirtschaftliche Produkte, vor allem Lebensmittel, auf der Kap-Bon-Halbinsel im großen Maßstab erzeugt. Im Jahr 2000 eröffnete sie eine Gefrierobstanlage in der Nähe der 224 Hektar firmeneigener Felder, die jährlich 2.500 Tonnen gefrorene Erdbeeren herstellt, 30 Prozent der tunesischen Produktion, 80 Prozent davon für den Export, vor allem für Joghurt. Die meisten der Erdbeeren, die Danone verarbeitet, stammen von Stifen, das als eines der ersten tunesischen Unternehmen die Norm ISO 22000 erfüllte.

## Politische Laufbahn
Nach der Revolution in Tunesien 2010/2011 entschloss sie sich politisch zu engagieren, nach eigenen Angaben, weil sie das als Bürgerpflicht empfand, und gründete 2012 mit ihrem Bruder Faouzi Elloumi und anderen säkular ausgerichteten Politikern wie Beji Caid Essebsi und Taieb Baccouche die Sammlungsbewegung Nidaa Tounes („Ruf Tunesiens“).

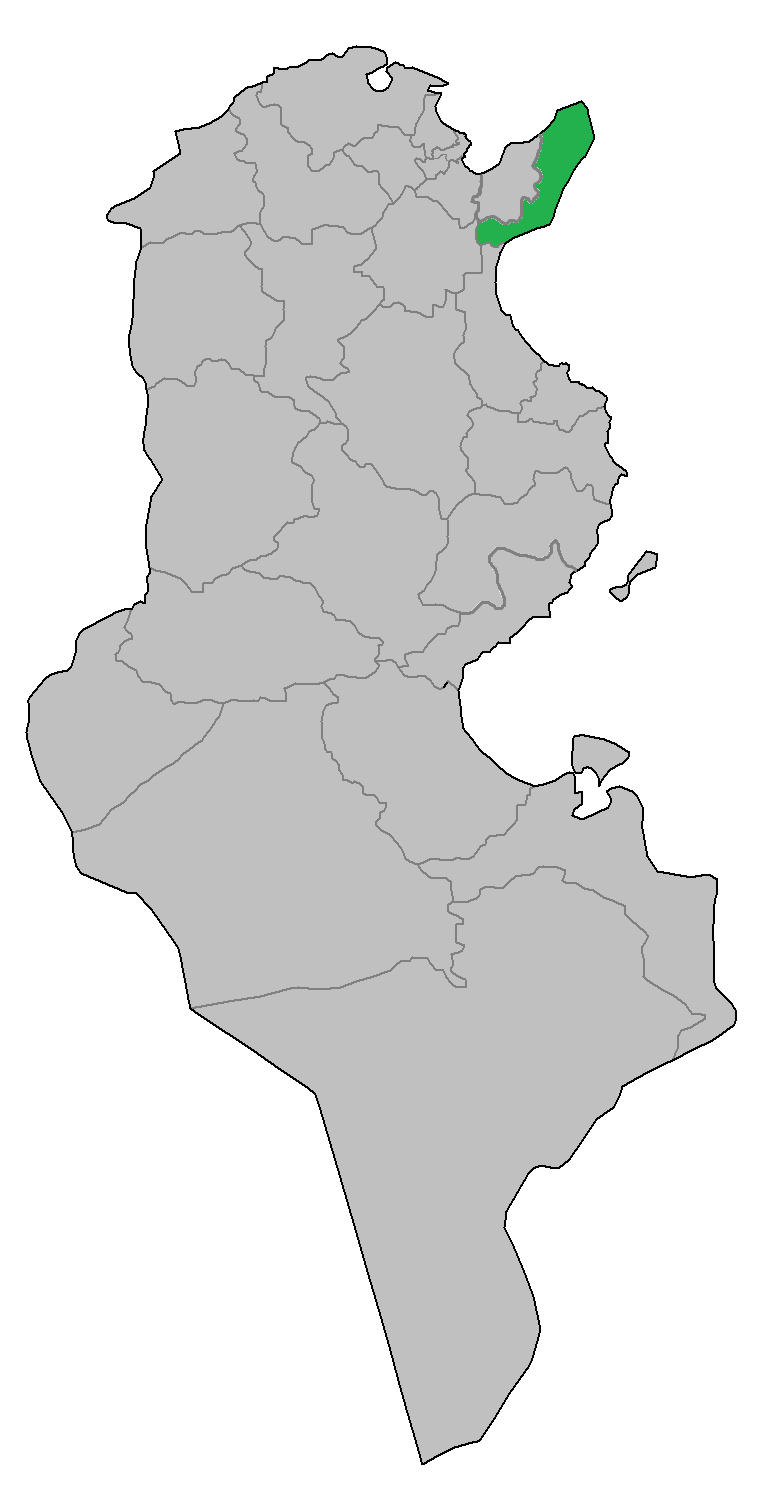
Wahlkreis Elloumi Rekiks: Nabeul 1 auf der Halbinsel Kap Bon

Elloumi Rekik gewann ein Mandat in der ersten nach der demokratischen Verfassung von 2014 gewählten Volksrepräsentantenversammlung im Wahlkreis Nabeul 1 auf der Kap-Bon-Halbinsel im Norden des Landes. Nachdem der Vorsitzende von Nidaa Tounes, Beji Caid Essebsi, am 31. Dezember 2014 der erste nach der neuen, demokratischen Verfassung gewählte Präsident Tunesiens geworden war, bot Elloumi Rekik ihm an, ihr Mandat aufzugeben und in den Beraterstab des Präsidenten zu wechseln, was dieser ablehnte. Stattdessen sah sie der designierte Ministerpräsident des Landes, Habib Essid, in seiner ersten Kabinettsliste vom 23. Januar 2015 für das wichtige Amt der Ministerin für Ausbildung und Arbeit vor. Weil Essid mit diesem Vorschlag keine Mehrheit im Parlament fand, bezog er die gemäßigt islamistische zweitstärkste Parlamentsfraktion Ennahda ins Kabinett ein und gab den für Elloumi Rekik vorgesehenen Posten an einen derer Politiker. Elloumi Rekik wurde im am 5. Februar 2015 vom Parlament bestätigten Kabinett Essid Ministerin für Tourismus und Kunsthandwerk, löste damit Amel Karboul ab und nahm am 6. Februar ihre Arbeit auf. Am 20. Februar 2015 übernahm ihr Parlamentsmandat die Nachrückerin Lamia Gharbi. Nachdem die Volksrepräsentantenversammlung dem Kabinett Essid am 3. August 2016 das Misstrauen ausgesprochen hatte, übernahm der neue Ministerpräsident Youssef Chahed Elloumi Rekik im gleichen Amt in sein neues Kabinett, dem sie ab seiner Bildung am 27. August 2016 angehörte.
Nachdem es zwischen Chahed und Präsident Essebsi zu Spannungen gekommen war, in denen sich Elloumi Rekik auf die Seite des Präsidenten und dessen Sohnes Hafedh stellte, verließ Elloumi Rekik im November 2018 das Kabinett Chahed; ihr Nachfolger als Tourismusminister wurde René Trabelsi. Sie wurde am 14. November zur Direktorin des Präsidialkabinetts, des politischen Beraterstabes des Präsidenten Essebsi, ernannt, und folgte darin Selim Azzabi nach. Am 15. Mai 2019 legte sie ihre Position nieder und kündigte an, sich in der Partei Nidaa Tounes vor der im Herbst folgenden Parlamentswahl zu engagieren. Beim letzten Parteitag am 6. April 2019, als Elloumi Rekik ins Politbüro von Nidaa Tounes gewählt worden war, hatte sich die Partei in zwei Flügel um den Präsidentensohn Hafedjh und den Fraktionsvorsitzenden in der Volksrepräsentantenversammlung, Soufiane Toubel, gespalten. Elloumi Rekik als Vertraute des Präsidenten schloss sich – laut Jeune Afrique erstaunlicherweise – dem Flügel um Toubel an und bemühte sich um eine Einigung. Sie wurde am 29. Mai 2019 zur Vorsitzenden der von Toubel gegründeten Hammamet-Faktion von Nidaa Tounes gewählt und vereinbarte am 11. Juni eine gemeinsame Wahlliste mit der säkularen Partei Machrouû Tounes des früheren Nidaa-Tounes-Politikers Mohsen Marzouk, trat aber bereits zum 23. Juni 2019 zurück und aus der Partei aus. Sie erklärte, jenseits der Faktionen der Partei müsse es um Inhalte statt um Personen gehen; die zentristischen, demokratischen Kräfte müssten sich vor der Wahl zusammenschließen. Zuvor hatte die tunesische Regierung Hafedh Caid Essebsi als Parteivorsitzenden anerkannt und damit der Hammamet-Faktion die Legitimation entzogen. Ihr Bruder, der einer der Geldgeber der Partei gewesen war, war bereits im April 2018 ausgetreten und unterstützt die Partei des Übergangspremiers Mehdi Jomaâ. Am 28. Juni 2019 wurde sie Vorsitzende der Kleinpartei Amal Tounes, die bisher von der 2014 als Präsidentschaftskandidatin angetretenen Emna Mansour geleitet worden war. Elloumi Rekik gab als ihr Ziel an, die moderate Parteienfamilie und die früheren Anhänger von Nidaa Tounes wieder vereinen zu wollen.

## Positionen und Stil
Auch international vertritt Elloumi Rekik die für Tunesien wichtige Tourismusbranche, darunter in Deutschland, aus dem nach Frankreich die meisten Besucher Tunesiens kommen. Für die ersten fünf Jahre nach Amtsantritt ging es ihr neben der Rückkehr zur Normalität und Stabilität im tunesischen Tourismus um die Förderung des Alternativtourismus mit Eisenbahnreisen ins Hinterland, dem Ausbau des Festivals Les dunes electroniques auf dem früheren Star-Wars-Drehgelände und Thalasso- sowie Kulturreisen. Ihr politischer Stil wird als diskret und effektiv beschrieben.

## Auszeichnungen
2015 erhielt Elloumi Rekik den Preis des Verbandes von Frauen in Unternehmensführungen Tunis als „einflussreiche tunesische Frau“ (prix de la femme d’influence tunisienne).

## Belege
1. 1 2  Salma Rekik. Leader Party of Nahdtha (Memento vom 24. Mai 2015 im Internet Archive). In: Tunisia Live, 2014.
2. ↑  L’entreprise | Le Groupe. Modernisation du secteur agricole en Tunisie. (Memento des Originals vom 12. Januar 2018 im Internet Archive)  Info: Der Archivlink wurde automatisch eingesetzt und noch nicht geprüft. Bitte prüfe Original- und Archivlink gemäß Anleitung und entferne dann diesen Hinweis. In: Stifen.com. Siehe auch das deutsche Tochterunternehmen Coficab: Über uns. In: Coficab.de.
3. ↑  Groupe Elloumi. In: Bloomberg.com.
4. ↑  The company | Presentation and history. In: Stifen.com.
5. ↑  Selma Elloumi Rekik exporte la fraise tunisienne. In:  L’Usine Nouvelle Nr. 3108, 3. Juli 2008.
6. ↑  Raouia Kheder: Portrait de Salma Elloumi Rekik, élue députée Nida Tounes (Memento vom 24. Mai 2015 im Internet Archive). In: Femmes de Tunisie, 2014.
7. ↑  Legislative elections’ final results in constituency of Nabeul I. (Memento vom 24. Mai 2015 im Internet Archive) In: Agence Tunis Afrique Press, 21. November 2014. In einigen Presse-Artikeln wird sie dem Wahlkreis Nabeul 2 zugerechnet, was nicht zutrifft.
8. ↑  Tunisie: Selma Elloumi recadrée par BCE. In: Jeune Afrique, 22. Januar 2015.
9. ↑  Tunisie: La composition du gouvernement Habib Essid (liste complète). In: Direct Info, 23. Januar 2015.
10. ↑  Nawel Bizid: Huit nouveaux députés rejoignent l’Assemblée des Représentants du Peuple. In: Webdo.tn, 20. Februar 2015.
11. ↑  Salma Elloumi-Rekik ministre-directeur du cabinet du président de la république. In: Kapitalis.com, 22. Oktober 2018.
12. 1 2  Frida Dahmani: Selma Elloumi Rekik, du cabinet présidentiel à la direction de Nidaa Tounes ? In: Jeune Afrique, 16. Mai 2019.
13. ↑  Nidaa Tounes (clan Hammamet) et Machrou' Tounes iront ensemble aux élections. In: Huffington Post Maghreb, 11. Juni 2019
14. ↑  Salma Elloumi: je n’ai plus rien à faire avec Nidaa mais je demeure attachée à l’union avec Machrouu. In: Espace Manager, 23. Juni 2019.
15. ↑  Après avoir quitté Nidaa Tounes, Salma Elloumi fait de beaux rêves. In: Kapitalis.com, 2. Juli 2019.
16. ↑  Salma Elloumi Rekik présidente du parti Amal Tounes. In: Espace Manager, 28. Juni 2019; IB: Salma Elloumi Rekik élue présidente du parti Amal Tounes. In: Tunis Webdo, 30. Juni 2019. Zu Mansour siehe Biographie de Emna Mansour Karoui, candidat à la Présidentielle de 2014. In: Business News, 24. September 2014.
17. ↑  Tunesien will Stabilität und Wachstum. In: ITB Berlin, 4. März 2015
18. ↑  Madeleine Löning: Nachhaltiger Tourismus in Tunesien: Abseits ausgetretener Pfade. In: Qantara.de, 1. August 2018.
19. ↑  Qui est Selma Elloumi Rekik, ministre de la Formation professionnelle et de l’Emploi. In: Leaders.com.tn, 23. Januar 2015.
20. ↑  Salma Elloumi Rekik: une femme d'influence. In: Femmes de Tunisie, 12. März 2015.

| Personendaten    | Personendaten                            |
| ---------------- | ---------------------------------------- |
| NAME             | Elloumi Rekik, Selma                     |
| ALTERNATIVNAMEN  | سلمى اللومي الرقيق (arabisch)            |
| KURZBESCHREIBUNG | tunesische Unternehmerin und Politikerin |
| GEBURTSDATUM     | 5. Juni 1956                             |
| GEBURTSORT       | Tunis                                    |